# ورخنمامبتوو
ورخنمامبتوو (به لاتین: Verkhnemambetovo) یک منطقهٔ مسکونی در روسیه است که در باشقیرستان واقع شده‌است.